# Unheimliche Begegnung
Unheimliche Begegnung (Originaltitel: Of Unknown Origin) ist ein kanadisch-US-amerikanischer Tierhorrorfilm von Regisseur George Pan Cosmatos aus dem Jahr 1983 nach der Romanvorlage The Visitor von Chauncey G. Parker.

## Handlung
Der junge und erfolgsorientierte Manager Bart Hughes lebt mit Frau und Kind in einem von ihm selbst renovierten Haus in Manhattan. Für ihn heißt Erfolg auch alles selbst machen. So zahlt er die Hypothek aus eigener Tasche und steht vor einer wichtigen Auftragsübernahme durch seinen Chef, die zu einer Beförderung führen könnte. Da es im Unternehmen jedoch Neider gibt, steht er besonders unter Druck. Er könnte es aber auch einfacher haben. Sein Schwiegervater ist sehr reich. Barts Frau wird auch nicht müde, diesen einfacheren Weg ständig vorzuschlagen, weshalb der Haussegen insgeheim schiefhängt.
Während er sich auf die Arbeit vorbereiten will, fahren Frau und Kind einige Tage in den Ferien zu ihren Eltern.
Als kurz darauf der Geschirrspüler kaputtgeht und das Wasser ausläuft, macht ihn sein Nachbar auf ein angebissenes Kabel aufmerksam und vermutet eine Ratte. Er warnt eindringlich vor weiblichen Tieren.
Als die Schäden immer sichtbarer werden, informiert sich Bart über Ratten und vernachlässigt seinen Job immer weiter, bis er eines Tages kaum mehr zur Arbeit kann, obwohl ihn seine langjährige Sekretärin nach besten Kräften unterstützt – auch, da sie selbst in ihn verliebt ist. Es kommt zwar zu einem Kuss, aber er schickt sie kurz danach wieder weg.
Als Bart das Nest im Heizungskeller des Hauses findet und von der intelligenten, übergroßen und aggressiven Ratte angegriffen. Dabei fallen die Jungtiere in einen Abflussschacht, was das Tier rasend werden lässt. Die beiden liefern sich einen Kleinkrieg bei dem Barts Psyche immer mehr geschädigt wird. Der Kampf gegen das Nagetier wird zur Besessenheit und endet mit der Zerstörung der Wohnungseinrichtung. Letztlich kann er jedoch verletzt die Ratte zur Strecke bringen. Schließlich kommen Frau und Sohn nach Hause, die er derangiert aber auch erleichtert empfängt. Aus dem Off hört man schließlich, dass die Frau sich über den Zustand des Hauses wundert.

## Kritiken
Der Filmdienst sah in dem Film Unheimliche Begegnung den Versuch, einen Horrorfilm mit dem Psychogramm eines Karrieristen zu verbinden. Er wirkte zwar „zwiespältig durch seine Art der Heroisierung“, andererseits aber „für ein differenziert denkendes Publikum diskussionswert“.
Die Cinema-Redaktion bescheinigte dem Film, den Zuschauer eine hämische Schadenfreude dabei erleben zu lassen, wie der „gerissene Nager den aufgeblasenen Yuppie in eine wahre Zerstörungsorgie treibt“. Sie zog das Fazit: „Hinterhältiger Humor und schleichender Horror“.

## Hintergrund
Unheimliche Begegnung spielt zwar in New York City, wurde aber in Montreal gedreht.
Die Schauspielerin Shannon Tweed war hier erstmals in einem Kinofilm zu sehen.